# Ole Peter Hansen Balling
Ole Peter Hansen Balling (13. april 1823 i Christiania – 1. maj 1906 sammesteds) var en norsk maler og officer for Danmark og USA.

## Uddannelse
Han var søn af skomagermester Johan Frederik Hansen fra Ringerike (ca. 1780-1831) og Karen Poulsdatter. Efter faderens død giftede moderen sig på ny med skomager Jørgen Balling. Han blev elev af Ferdinand Gjøs og stod i lære som maler og dekorationsmaler hos den danskfødte Jacob Emilius Wunderlich i Christiania. Efter at være blevet svend i 1841, studerede Balling på Akademie der Künste i Berlin 1843-45, hvor Heinrich Steffens, der aldrig glemte sin afstamning fra Norge, tog sig af ham og hjalp ham til en plads. Han fortsatte studierne på Det Kongelige Danske Kunstakademi i København 1846-48, hvor han efteråret 1853 indstillede sig til den lille sølvmedalje, som han dog ikke fik tilkendt. Han malede efter model hos Thomas Couture i Paris i foråret 1854. Nogle måneder malede han i Barbizon.
Han debuterede på Charlottenborg Forårsudstilling i 1852. I de følgende år 1853-55 udstillede han portrætter, historiske billeder, genrebilleder og dyrstykker, dog i det hele kun en halv snes billeder. I 1854 og 1855 søgte han forgæves om Akademiets stipendium.

## Officer
Balling var frivillig i Treårskrigen 1848-50, blev dansk sekondløjtnant 30. april 1848 og samtidig dansk statsborger og premierløjtnant september 1849. Indtil 1858 stod han i krigsreserven med halv løn. Han vakte opmærksomhed med et portræt af oberstløjtnant Hans Helgesen, som blev købt af kong Frederik 7., og En kavalerifægtning ved Rendsborg. Portrættet af Helgesen blev senere kopieret af Anton Dorph og litograferet af I.W. Tegner & Kittendorff.
1856 emigrerede han til USA, hvor han var frivillig i den amerikanske borgerkrig for Nordstaterne 1861-63, førte 145th New York Volunteer Infantry Regiment og avancerede til oberstløjtnant. Han forlod hæren, da han blev såret af en forræderisk soldat i sit eget regiment.

## Generalernes maler
Han drev fotografisk atelier i New York 1859-61. Som officer fik Balling fik kontakt til hærledere både i Danmark og USA, og fik derigennem opgaver med at male portrætter og tage skitser i slagmarken. Mest kendt er hans værk Heroes of the Republic (1864-65), baseret på hans egne observationer under borgerkrigen. I 1864 fik han foretræde for præsident Abraham Lincoln i Det Hvide Hus, hvor han udførte en akvarel af præsidenten. Året efter udførte han et kendt maleri af den senere præsident Ulysses S. Grant, der blev fulgt af flere præsidentportrætter.
Ballings malestil var konventionel og akademisk, men han havde han evner for at fange et karakteristisk udtryk hos sine modeller. Balling bedrev også genre- og dyrmaleri, men ernærede sig især som dekorationsmaler og fotografisk retouchør, bl.a. hos fotografen Jeremiah Gurney i New York.
I 1874 vendte Balling hjem til sit fædreland, hvor han slog sig ned i Horten for at drive sin svogers malerværksted, og hvor han bl.a. udførte en portrætserie af norske søofficerer. Da fhv. præsident Ulysses S. Grant i 1878 aflagde Norge et besøg, var Balling hans ledsager på rejsen. Balling var en aktiv formand for Horten Arbejderforening fra 1875 indtil 1879, da han atter tog til New York. Hans ældste datter havde giftet sig i Mexico City, og 1881-90 havde Balling bopæl og arbejdsplads der. Han udførte bl.a. flere store dekorationsarbejder. Efter hjemkomsten til Norge blev han i 1890 udnævnt til mexicansk konsul i Christiania. Hans sidste besøg i New York var 1895-96.
Han ægtede 1. gang 23. april 1852 i Danmark Marie Rantzau (død 1853). 2. gang ægtede han 27. juni 1857 i New York Christine Zündorff (1830-efter 1900).

## Værker

### Portrætter
- Selvportræt (1844, ukendt ejer)
- Hans Helgesen (udstillet 1852, Jægerspris Slot, litografet af I.W. Tegner & Kittendorff, kopi ved Anton Dorph på Det Nationalhistoriske Museum på Frederiksborg Slot)
- General Ulysses S. Grant in the Trenches before Vicksburg (1865, National Portrait Gallery)
- Heroes of the Republic (1864-65, National Museum of American History, også chromolitograferet)
- John Brown (1872, National Portrait Gallery)
- Portrætgalleri af 30 norske militærfolk (fra 1874, Marinemuseet, Horten)
- Kong Karl XVI Johan af Sverige-Norge
- Kong Oscar I af Sverige-Norge
- Kong Karl XV af Sverige-Norge
- Kong Oscar II af Sverige-Norge (1875)
- Selvportræt (1875-79, Marinemuseet, Horten)
- Præsident James Garfield (1881, National Portrait Gallery)
- Præsident Chester A. Arthur (1881, National Portrait Gallery)
- Portræt af en pige (ca. 1881, privateje. Solgt hos Skinner i Boston, 17. februar 2011 som lot nr. 761)[2]
- Johan Svendsen (1893)
- Ole Elias Holck (1896, Eidsvoll 1814)
- Gabriel Lund (1896, Eidsvoll 1814)
- Andreas Michael Heiberg (1899, Eidsvoll 1814)

### Landskabs-, slag- og historiemalerier
- Kampen ved Sundeved (ca. 1848, tilskrevet. Solgt på Bruun Rasmussen Kunstauktioner 13. oktober 2008 som lot nr. 654)[2]
- En kavalerifægtning på chausséen, der fører til Rendsborg, den 28. juli 1850 (ca. 1852, for grev Adam Wilhelm Moltke til Bregentved, udstillet 1853)
- Kong Eriks drab på Slien (ca. 1852, til grev Christian Frijs til Frijsenborg, udstillet 1854)
- En lille angst, to piger læser et brev (1854, Jægerspris Slot)
- Fjeldlandskab (1856, Nasjonalgalleriet)
- Grant and his Generals (1865, National Portrait Gallery)
- Panoramaer med motiv fra John Bunyan: The Pilgrim's Progress (ca. 1867)
- 48 billeder fra Bibelen
- Harald Hårfager i slaget ved Hafrsfjord (1870, Nasjonalgalleriet)
- Hønsene fodres (1871. Solgt hos Skinner i Boston, 24. september 2010 som lot nr. 351)[2]
- Altertavle til Our Savior's Norwegian Lutheran Church i Brooklyn (1872, nu i Vesterheim Norwegian-American Museum, Decorah, Iowa)

Balling var tidligere repræsenteret i Johan Hansens samling. Han er derudover repræsenteret med værker på flere danske herregårde, på militærakademiet West Point i New York og United States Naval Academy i Annapolis. Hans store dekorationarbejder findes bl.a. i New York, Mexico City og Vera Cruz.

### Grafik og tegninger
- Litografi af Heinrich Steffens (1845)
- Motiv fra Bregentved (tegning, 1854, Den Kongelige Kobberstiksamling)
- Abraham Lincoln (akvarel, 1864)
- Portræt af general George Meade (akvarel, 12. oktober 1864, privateje)[3]
- Generals Logan and Sherman at the Grand Review (tegning, 24. maj 1865. Solgt hos William Doyle, 9. november 2005 i New York som lot nr. 3033)[2]

## Litterære arbejder
- Nogle erindringer af gamle Balling fra hans bedste tid i Amerika, Christiania 1901.
- Erindringer fra et langt liv, Christiania 1905.

## Galleri
- Grant and his Generals (1865). National Portrait Gallery
- Portræt af John Brown (1872). National Portrait Gallery
- Portræt af James Garfield (1881). National Portrait Gallery
- Portræt af Chester A. Arthur (1881). National Portrait Gallery
- Harald Hårfager i slaget ved Hafrsfjord (1870). Nasjonalgalleriet. Billedet er malet i gråtoner